# Barcillonnette
Ne doit pas être confondu avec Barcelonnette situé dans le département voisin des Alpes-de-Haute-Provence.
Barcillonnette [baʁsilɔnɛt] est une commune française, située dans le département des Hautes-Alpes en région Provence-Alpes-Côte d'Azur.
Ses habitants sont appelés les Barcillonnettois.

## Géographie

### Localisation
Barcillonnette est située à 20 km de Veynes et à 25 km de Gap.
Ses communes limitrophes sont :
|  | Esparron       |                   |
|  | Barcillonnette | Vitrolles         |
|  | Ventavon       | Monêtier-Allemont |

### Transports
Le territoire communal est traversé par les routes départementales 20 (reliant Plan-de-Vitrolles à Veynes) et 420 (reliant le centre du village à Vitrolles).

### Climat
Pour des articles plus généraux, voir Climat de Provence-Alpes-Côte d'Azur et Climat des Hautes-Alpes.
En 2010, le climat de la commune est de type climat méditerranéen altéré, selon une étude du Centre national de la recherche scientifique s'appuyant sur une série de données couvrant la période 1971-2000. En 2020, Météo-France publie une typologie des climats de la France métropolitaine dans laquelle la commune est exposée à un climat de montagne ou de marges de montagne et est dans la région climatique Alpes du sud, caractérisée par une pluviométrie annuelle de 850 à 1 000 mm, minimale en été.
Pour la période 1971-2000, la température annuelle moyenne est de 9,9 °C, avec une amplitude thermique annuelle de 17,6 °C. Le cumul annuel moyen de précipitations est de 1 008 mm, avec 7,7 jours de précipitations en janvier et 5,3 jours en juillet. Pour la période 1991-2020, la température moyenne annuelle observée sur la station météorologique de Météo-France la plus proche, « Le Saix », sur la commune du Saix à 9 km à vol d'oiseau, est de 10,2 °C et le cumul annuel moyen de précipitations est de 865,4 mm. 
La température maximale relevée sur cette station est de 39,3 °C, atteinte le 23 août 2023 ; la température minimale est de −19 °C, atteinte le 7 février 2012,,.
Les paramètres climatiques de la commune ont été estimés pour le milieu du siècle (2041-2070) selon différents scénarios d'émission de gaz à effet de serre à partir des nouvelles projections climatiques de référence DRIAS-2020. Ils sont consultables sur un site dédié publié par Météo-France en novembre 2022.

## Urbanisme

### Typologie
Au 1er janvier 2024, Barcillonnette est catégorisée commune rurale à habitat très dispersé, selon la nouvelle grille communale de densité à 7 niveaux définie par l'Insee en 2022.
Elle est située hors unité urbaine. Par ailleurs la commune fait partie de l'aire d'attraction de Gap, dont elle est une commune de la couronne,. Cette aire, qui regroupe 73 communes, est catégorisée dans les aires de 50 000 à moins de 200 000 habitants,.

### Occupation des sols
L'occupation des sols de la commune, telle qu'elle ressort de la base de données européenne d’occupation biophysique des sols Corine Land Cover (CLC), est marquée par l'importance des forêts et milieux semi-naturels (84,9 % en 2018), en diminution par rapport à 1990 (90,7 %). La répartition détaillée en 2018 est la suivante : 
forêts (45,4 %), milieux à végétation arbustive et/ou herbacée (33,7 %), zones agricoles hétérogènes (11,6 %), espaces ouverts, sans ou avec peu de végétation (5,8 %), prairies (3,5 %).
L'évolution de l’occupation des sols de la commune et de ses infrastructures peut être observée sur les différentes représentations cartographiques du territoire : la carte de Cassini (XVIIIe siècle), la carte d'état-major (1820-1866) et les cartes ou photos aériennes de l'IGN pour la période actuelle (1950 à aujourd'hui).

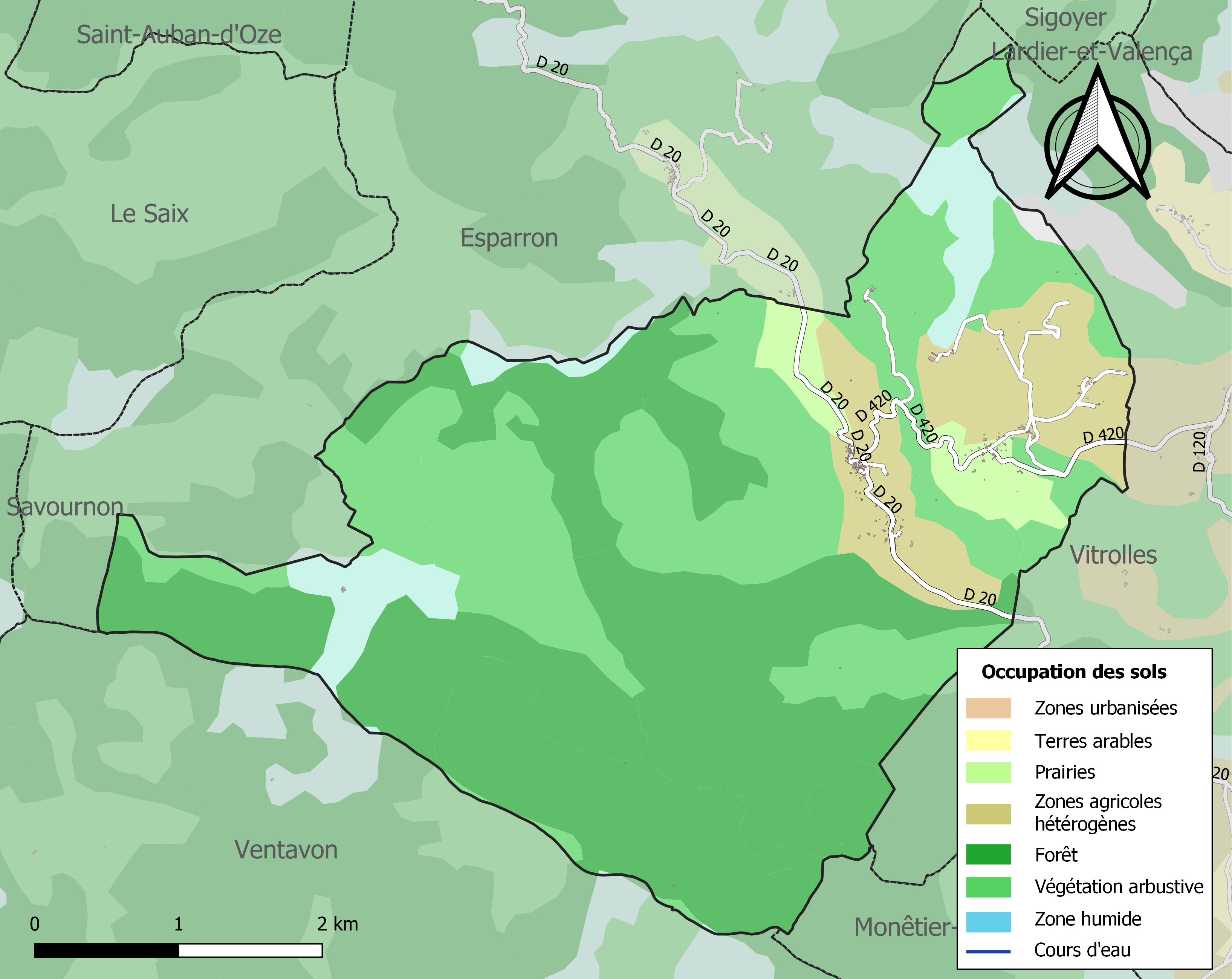
Carte de l'occupation des sols de la commune en 2018 (CLC).

## Toponymie
La localité apparaît pour la première fois dans les chartes en 1339 (Barcelonia), Barcilonetta ou Barcillonette en 1492 est un diminutif de Barcelone.
Barcilonheta en provençal haut-alpin.
La forme actuelle de Barcelone proviendrait de Barjelunah, forme mauresque d'un toponyme plus ancien.
Pendant la Révolution de 1789, la commune de Barcillonnette fut rebaptisée en Valcivique.

## Histoire
Durant la Révolution, la commune fait d’abord partie des Basses-Alpes. Elle devient même chef-lieu de canton en 1791, par démembrement du canton de Mison. Ce canton comprend trois communes : Barcillonnette, Esparron et Vitrolles. Pour suivre le décret de la Convention (an II), la commune change de nom pour Valcivique.
En janvier 1810, le canton de Barcillonnette est rattaché aux Hautes-Alpes.
Le redécoupage des cantons de 2014 a supprimé ce canton ; les trois communes le composant ont été rattachées au canton de Tallard.

## Politique et administration

### Municipalité
| Période                                  | Période      | Identité          | Étiquette | Qualité                 |
| ---------------------------------------- | ------------ | ----------------- | --------- | ----------------------- |
| Les données manquantes sont à compléter. |              |                   |           |                         |
| 1790                                     | 1790         | André Pinchinat   |           | Député à la Législative |
|                                          |              |                   |           |                         |
| avant 2005                               | 2014         | Bruno Hemery      |           |                         |
| mars 2014                                | octobre 2020 | Jean-Pierre Tilly | SE        | Fonctionnaire           |
| octobre 2020                             | En cours     | Nicole Magallon   |           |                         |

### Intercommunalité
Barcillonnette fait partie : 
- de 1992 à 2016, de la communauté de communes de Tallard-Barcillonnette ;
- à partir du 1er janvier 2017, de la communauté d'agglomération Gap-Tallard-Durance.

## Population et société

### Démographie
L'évolution du nombre d'habitants est connue à travers les recensements de la population effectués dans la commune depuis 1793. Pour les communes de moins de 10 000 habitants, une enquête de recensement portant sur toute la population est réalisée tous les cinq ans, les populations de référence des années intermédiaires étant quant à elles estimées par interpolation ou extrapolation. Pour la commune, le premier recensement exhaustif entrant dans le cadre du nouveau dispositif a été réalisé en 2007.

En 2022, la commune comptait 140 habitants, en évolution de −2,1 % par rapport à 2016 (Hautes-Alpes : +0,4 %, France hors Mayotte : +2,11 %).
| 1793 | 1800 | 1806 | 1821 | 1831 | 1836 | 1841 | 1846 | 1851 |
| ---- | ---- | ---- | ---- | ---- | ---- | ---- | ---- | ---- |
| 367  | 330  | 367  | 316  | 361  | 351  | 345  | 340  | 342  |

| 1856 | 1861 | 1866 | 1872 | 1876 | 1881 | 1886 | 1891 | 1896 |
| ---- | ---- | ---- | ---- | ---- | ---- | ---- | ---- | ---- |
| 345  | 361  | 343  | 301  | 297  | 298  | 281  | 258  | 260  |

| 1901 | 1906 | 1911 | 1921 | 1926 | 1931 | 1936 | 1946 | 1954 |
| ---- | ---- | ---- | ---- | ---- | ---- | ---- | ---- | ---- |
| 241  | 221  | 202  | 162  | 164  | 160  | 154  | 122  | 108  |

| 1962 | 1968 | 1975 | 1982 | 1990 | 1999 | 2006 | 2007 | 2012 |
| ---- | ---- | ---- | ---- | ---- | ---- | ---- | ---- | ---- |
| 101  | 88   | 88   | 83   | 102  | 104  | 123  | 125  | 147  |

| 2017 | 2022 | - | - | - | - | - | - | - |
| ---- | ---- | - | - | - | - | - | - | - |
| 136  | 140  | - | - | - | - | - | - | - |

### Enseignement
Barcillonnette ne possède aucune école.

### Santé
La commune ne compte ni médecin, ni infirmier. Les professionnels de santé les plus proches se trouvent dans les communes voisines de Tallard, La Saulce.

## Économie
En 2015, Barcillonnette compte 19 entreprises implantées sur son territoire.
-dont 9 entreprises de commerces et services soit 47,4%.

### Aperçu général
Les 73 actifs habitant la commune de Barcillonnette en 2014 représentent 71% des '15-64 ans' (total de la strate: 103 personnes).
De plus, on comptabilise 23 personnes exerçant leur métier dans la commune de Barcillonnette.

## Culture locale et patrimoine

### Lieux et monuments
- Église Notre-Dame-de-Val-Sainte de Barcillonnette du XIXe siècle
- Maisons anciennes
- Domaine de Peyssier

### Personnalités liées à la commune
- André Pinchinat (né le 29 janvier 1753 à Veynes), député à la Législative en septembre 1791.

### Héraldique
| Blason de Barcillonnette | Blason  | De gueules à trois roses d'argent.               |
| Blason de Barcillonnette | Détails | Le statut officiel du blason reste à déterminer. |